# 菲格雷斯主义

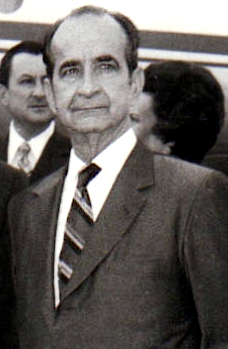
何塞·菲格雷斯·费雷尔

菲格雷斯主义（西班牙語：Figuerismo）是哥斯达黎加的一场政治和意识形态运动，具有社会民主主义和民主社会主义的倾向，由何塞·菲格雷斯·费雷尔发起。他曾三次担任哥斯达黎加总统：1948年—1949年在哥斯达黎加内战后作为事实上的统治者，随后又在1953年—1958年和1970年—1974年两度通过民主选举当选总统。
多个哥斯达黎加政党自称是菲格雷斯主义的继承者和最忠实的代表，其中包括民族解放党、公民行动党和爱国联盟。这些政党均尊崇何塞·菲格雷斯·费雷尔，其内部也有许多与菲格雷斯有渊源或出身于菲格雷斯主义传统的人士。
菲格雷斯被人们铭记的原因之一，是他在赢得内战后未废除卡尔德隆政府实施的“社会保障”（即一系列有利于底层民众的社会改革）。此外，他还废除军队、批准妇女选举权、终结种族隔离制度（1949年之前，哥斯达黎加的黑人没有投票权，且被限制在特定区域活动），并创建哥斯达黎加电力机构。